# Anna Sarna
Anna Sarna (ur. 8 lutego 1977) – polska aktorka filmowa i teatralna.

## Życiorys
Jest absolwentką I Liceum Ogólnokształcącego im. Mikołaja Kopernika w Łodzi oraz Wydziału Aktorskiego PWSFTviT w Łodzi. Obecnie występuje w łódzkim Teatrze im. Jaracza.
W 2001 otrzymała nagrodę im. Andrzeja Nardellego za rolę Soni w „Wujaszku Wani” Czechowa, w reżyserii Jacka Orłowskiego.

## Filmografia
- 2003–2005: Sprawa na dziś jako Basia, opiekunka w domu dziecka
- 2006: Chłopiec na galopującym koniu jako kobieta rozmawiająca z Tomaszem na schodach kościoła
- 2007: Tylko miłość jako ekspedientka
- 2008: Kryminalni jako Ewa Wardecka (odc. 91)
- 2009: Jestem twój jako pielęgniarka
- 2011: Komisarz Alex jako ekspedientka w sklepie zoologicznym (odc. 1)
- 2013: Drogówka
- 2013: To nie koniec świata jako Wójcikowa
- 2013: Lekarze jako Jagoda (odc. 28)
- 2014: Komisarz Alex  – jako matka Tadzia (odc. 76)
- 2016: Belfer – jako nauczycielka na olimpiadzie (odc. 10)
- 2017: M jak miłość jako Elka Lisiecka, żona Andrzejka (odc. 1273, 1274)
- 2017: Niania w wielkim mieście jako Marta Wysocka, żona Andrzeja (odc. 9)
- 2018: W rytmie serca – jako matka Hanny, uczennicy Szkoły Podstawowej w Kazimierzu Dolnym (odc. 20)
- 2018: Pułapka – jako wychowawczyni w domu dziecka w Borowinie (odc. 1)